# Place Bellecour

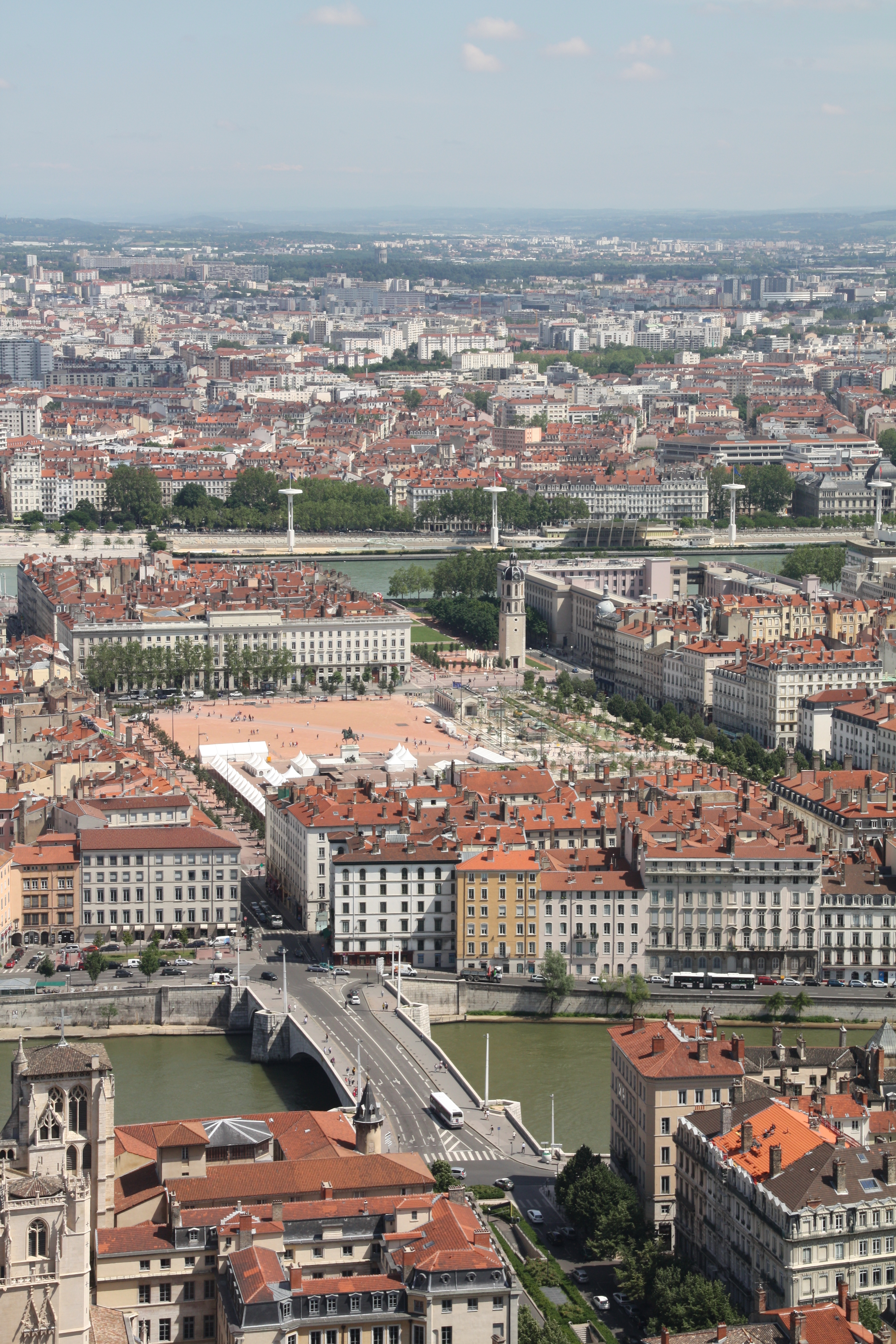
Place Bellecour vom Hügel Fourvière aus gesehen

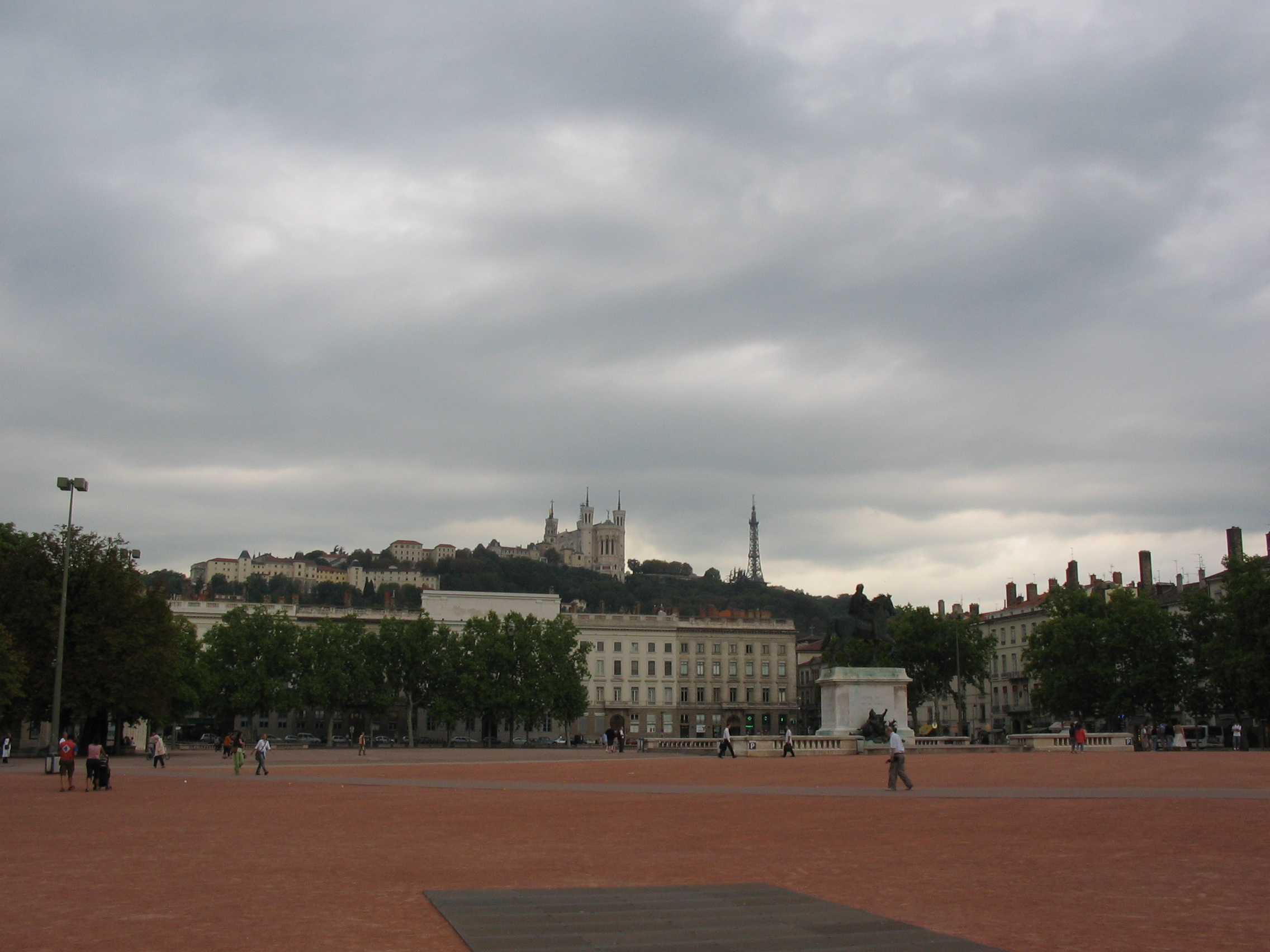
Place Bellecour

Die Place Bellecour ist der größte Platz von Lyon (Frankreich). Mit einer Fläche von 62.000 m² ist er nach der Place des Quinconces in Bordeaux und der Place de la Concorde in Paris der drittgrößte Platz Frankreichs.

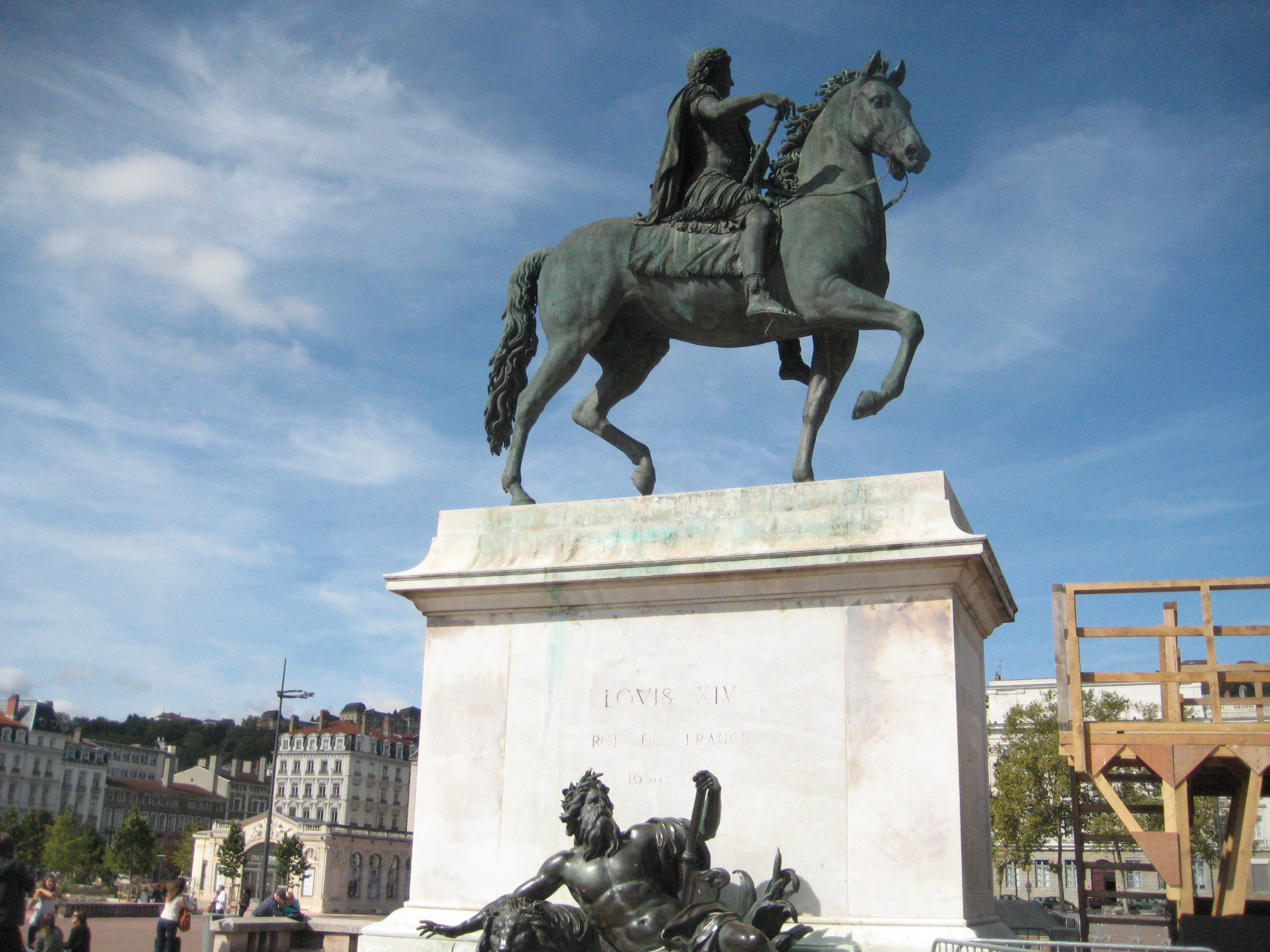
„Das Pferd“ – Ludwig XIV. in der Pose eines römischen Imperators

Marmorsäule mit Antoine de Saint-Exupéry und seiner Romanfigur kleiner Prinz

Der Platz liegt leicht südlich des modernen Stadtzentrums zwischen der Saône und der Rhone. Er wurde seit dem 12. Jahrhundert mehrmals umbenannt: Bella curtis, Place Royale, Place Louis-le-Grand, Place de la Fédération, Place de l’Égalité, Place Bonaparte, Place Napoléon. Zu ihm führen drei wichtige Einkaufsstraßen der Stadt, von denen die ersten zwei Fußgängern vorbehalten sind: vom Norden kommen die Rue de la République und, von der Place des Terreaux und der neuen Oper, welche sich an der historischen Stelle direkt hinter dem Rathaus befindet, die Rue du président Édouard Herriot. Von der Mitte der Südseite der Place Bellecour aus führt die Rue Victor Hugo weiter über die Place Ampère (U-Bahn-Haltestelle Ampère) zur Place Carnot vor dem Bahnhof Lyon Perrache. 
Mitten auf dem Platz steht seit 1826 wieder auf seinem hohen Sockel ein  von François-Frédéric Lemot geschaffenes Reiterstandbild von Ludwig XIV., im Volksmund immer nur „das Pferd“ genannt und ein Lieblingstreffpunkt der Lyoner (« On se retrouve au cheval ? », dt. „Treffen wir uns beim Pferd?“). Sein Vorgänger stand dort mitten auf der damaligen Place Louis XIV, bis er auf Befehl der Revolutionäre für Kanonen eingeschmolzen wurde. Die Lyoner aber versteckten die Bronzen von Saône und Rhône, die an den jeweiligen Seiten des Sockels saßen, und brachten sie bei der Restauration wieder hervor, so dass sie jetzt wieder dem Sonnenkönig zu Füßen sitzen.
An der südwestlichen Ecke des Platzes steht eine ca. fünf Meter hohe Säule aus weißem Marmor, auf deren Spitze Antoine de Saint-Exupéry und seine Romanfigur kleiner Prinz thronen. Der Autor kam unweit des Platzes in der heutigen Rue Saint-Exupéry 8 zur Welt und lebte im Alter von vier bis ca. acht Jahren im Haus Place Bellecour 1.
Unter der Place Bellecour liegt der U-Bahnhof Bellecour der Lyoner U-Bahn, als Umsteigebahnhof zwischen den Linien A und D einer der meistfrequentierten der Stadt. Auf dem Platz befindet sich das Touristeninformationsbüro der Métropole de Lyon.
Die Place Bellecour wurde 1998 als Teil der Lyoner Halbinsel von der UNESCO zum Weltkulturerbe erklärt.